# Sjednocená socialistická strana Německa
Jednotná socialistická strana Německa (německy Sozialistische Einheitspartei Deutschlands, SED) byla do roku 1990 vládnoucí komunistická strana v Německé demokratické republice.
Vznikla roku 1946 v tehdejší sovětské zóně okupovaného Německa násilným sloučením komunistické (KPD) a sociálnědemokratické (SPD) strany Německa.
V roce 1989 přejmenována na SED-PDS a v roce 1990 na Strana demokratického socialismu (Partei des Demokratischen Sozialismus, PDS). Od roku 2005 Die Linkspartei (Levice).

## Vedoucí představitelé strany
| # | Fotografie                 | Jméno                       | Nástup do úřadu   | Opuštění úřadu    | Poznámky                                                                  |
| --- | -------------------------- | --------------------------- | ----------------- | ----------------- | ------------------------------------------------------------------------- |
| Předsedové Jednotné socialistické strany Německa Vorsitzende der Sozialistischen Einheitspartei Deutschlands                           |                            |                             |                   |                   |                                                                           |
| |                            | Wilhelm Pieck (1876–1960)   | 22. dubna 1946    | 25. července 1950 | spolupředsedové, Pieck původně člen KPD, Grotewohl SPD                    |
| | Otto Grotewohl (1894–1964) |                             | 22. dubna 1946    | 25. července 1950 | spolupředsedové, Pieck původně člen KPD, Grotewohl SPD                    |
| Generální tajemník ústředního výboru (1953-1976 První tajemník ústředního výboru) Generalsekretär/Erster Sekretär des Zentralkommitees |                            |                             |                   |                   |                                                                           |
| 1 |                            | Walter Ulbricht (1893–1973) | 25. července 1950 | 3. května 1971    |                                                                           |
| 2 |                            | Erich Honecker (1912–1994)  | 3. května 1971    | 18. října 1989    |                                                                           |
| 3 |                            | Egon Krenz (1937–)          | 18. října 1989    | 6. prosince 1989  |                                                                           |
| Předseda Jednotné socialistické strany Německa Vorsitzender der Sozialistischen Einheitspartei Deutschlands                            |                            |                             |                   |                   |                                                                           |
| |                            | Gregor Gysi (1948–)         | 9. prosince 1989  | 17. prosince 1989 | zvolen na mimořádném sjezdu; hrál klíčovou roli v transformaci SED na PDS |
| (Čestný) předseda ústředního výboru Vorsitzender des Zentralkommitees                                                                  |                            |                             |                   |                   |                                                                           |
| |                            | Walter Ulbricht (1893–1973) | 3. května 1971    | 1. srpna 1973     |                                                                           |